# Ronnie Simpson
Ronald „Ronnie“ Campbell Simpson (* 11. Oktober 1930 in Glasgow; † 19. April 2004 ebenda) war ein schottischer Fußballtorhüter.

## Leben und Karriere
Simpson wurde hauptsächlich bekannt für seine erfolgreiche Zeit bei Celtic Glasgow, wo er vor allem als Mitglied der „Lisbon Lions“ im Jahre 1967 den Europapokal der Landesmeister gewann, was zudem zuvor noch keinem anderen britischen Verein gelungen war. Obwohl er während des Endspiels gegen Inter Mailand selbst nahezu beschäftigungslos blieb, beeindruckte er dort dennoch durch seine für einen Torwart ausgeprägten fußballerischen Fähigkeiten, die sich in einer guten Ballbehandlung bei Rückpässen zeigte.
Vor seiner Zeit bei Celtic hatte Simpson für den FC Queen’s Park und Third Lanark gespielt, bevor er dann nach England zu Newcastle United gewechselt war. Dort hatte er in den 1950er-Jahren zweifach den FA Cup gewonnen, nachdem er die Stammposition von Jack Fairbrother hatte übernehmen können. Anschließend kehrte er heim nach Schottland und spielte noch für Hibernian Edinburgh, bevor er dann 1964 zu den Celtics wechselte, obwohl er sich im Alter von 34 Jahren schon im Herbst seiner Karriere befand und lediglich als Ersatzmann für John Fallon eingeplant wurde. In Glasgow überzeugte er jedoch auf Anhieb durch seine ausgeprägte Antizipationsfähigkeit, überdurchschnittliche Ballsicherheit und vor allem durch seine Konzentrationsfähigkeit, die auch durch lange Phasen der Inaktivität während des Spiels nicht beeinträchtigt wurde. Dadurch wurde er zu einer Idealbesetzung in der offensiv ausgerichteten Celtics-Mannschaft und setzte sich sehr schnell gegenüber Fallon durch. Neben zahlreichen Titeln in der schottischen Meisterschaft, im Pokal sowie im Ligapokal erreichte er mit seinem Verein 1970 erneut das Finale im Europapokalsieger der Landesmeister, wo er jedoch im Giuseppe-Meazza-Stadion in Mailand dem niederländischen Vertreter Feyenoord Rotterdam mit 1:2 nach Verlängerung unterlag.
Er kam außerdem in der schottischen Nationalmannschaft zu fünf Einsätzen, debütierte 1967 im Alter von 36 Jahren für Schottland und schlug dabei England mit 3:2. Mit der britischen Auswahl nahm er ferner 1948 an den Olympischen Spielen in London teil. Die Mannschaft des Gastgebers belegte den vierten Platz.
Nach seinem Rücktritt vom aktiven Fußball wurde er noch Trainer von Hamilton Academical, wo er jedoch nur ein Jahr lang verweilte. Simpson stammte aus einer Fußballerfamilie, da bereits sein Vater Jimmy Simpson in den 1930ern erfolgreich für die Glasgow Rangers und für Dundee United gespielt hatte.
Am 19. April 2004 verstarb Simpson an einem Herzinfarkt.

## Erfolge
- Europapokal der Landesmeister: 1967
- Schottischer Meister: 1966, 1967, 1968, 1969, 1970
- Schottischer Pokalsieger: 1965, 1967, 1969
- Schottischer Ligapokalsieger: 1966, 1967, 1968, 1969, 1970
- Schottlands Fußballer des Jahres: 1967
- FA-Cup-Sieger: 1952, 1955